# 克里斯托弗·高斯
克里斯托弗·高斯（英語：Christopher Coles，1992年8月14日—），英格蘭男子羽毛球運動員。

## 簡歷
2013年，克里斯托弗·高斯與马修·诺丁汉接連打進荷蘭國際賽和斯洛文尼亞國際賽的男子雙打決賽，並拿得亞軍。

## 主要比賽成績
只列出曾進入準決賽的國際賽事成績：
| 年份   | 賽事                     | 公開賽級別 | 項目     | 拍檔             | 成績   |
| ------ | ------------------------ | ---------- | -------- | ---------------- | ------ |
| 2009年 | 歐洲青年羽毛球錦標賽     | 其他       | 混合團體 | －               | 準決賽 |
| 2010年 | 匈牙利羽毛球國際賽       | 國際系列賽 | 男子雙打 | 马修·诺丁汉      | 準決賽 |
| 2011年 | 歐洲青年羽毛球錦標賽     | 其他       | 男子雙打 | 马修·诺丁汉      | 冠軍   |
| 2011年 | 威爾斯羽毛球國際賽       | 國際系列賽 | 男子雙打 | 马修·诺丁汉      | 冠軍   |
| 2012年 | 葡萄牙羽毛球國際賽       | 國際系列賽 | 男子雙打 | 马修·诺丁汉      | 準決賽 |
| 2012年 | 保加利亞羽毛球國際賽     | 國際挑戰賽 | 男子雙打 | 马修·诺丁汉      | 準決賽 |
| 2012年 | 保加利亞羽毛球國際賽     | 國際挑戰賽 | 混合雙打 | Jessica Fletcher | 準決賽 |
| 2012年 | 瑞士羽毛球國際賽         | 國際挑戰賽 | 男子雙打 | 马修·诺丁汉      | 亞軍   |
| 2012年 | 威爾斯羽毛球國際賽       | 國際挑戰賽 | 男子雙打 | 马修·诺丁汉      | 準決賽 |
| 2012年 | 愛爾蘭羽毛球國際賽       | 國際系列賽 | 男子雙打 | 马修·诺丁汉      | 準決賽 |
| 2013年 | 荷蘭羽毛球國際賽         | 國際挑戰賽 | 混合雙打 | 艾莉莎·林姆      | 準決賽 |
| 2013年 | 波蘭羽毛球公開賽         | 國際挑戰賽 | 男子雙打 | 马修·诺丁汉      | 亞軍   |
| 2013年 | 斯洛文尼亞羽毛球國際賽   | 國際系列賽 | 男子雙打 | 马修·诺丁汉      | 亞軍   |
| 2013年 | 威爾斯羽毛球國際賽       | 國際挑戰賽 | 男子雙打 | 马修·诺丁汉      | 冠軍   |
| 2013年 | 愛爾蘭羽毛球公開賽       | 國際挑戰賽 | 男子雙打 | 马修·诺丁汉      | 準決賽 |
| 2014年 | 歐洲男子羽毛球團體錦標賽 | 其他       | 男子團體 | －               | 亞軍   |
| 2014年 | 奧地利羽毛球國際挑戰賽   | 國際挑戰賽 | 男子雙打 | 马修·诺丁汉      | 準決賽 |
| 2014年 | 奧地利羽毛球國際挑戰賽   | 國際挑戰賽 | 混合雙打 | 艾莉莎·林姆      | 準決賽 |
| 2014年 | 芬蘭羽毛球公開賽         | 國際挑戰賽 | 混合雙打 | 艾莉莎·林姆      | 準決賽 |
| 2014年 | 威爾斯羽毛球國際賽       | 國際挑戰賽 | 男子雙打 | 保罗·范·里特维德 | 準決賽 |
| 2014年 | 威爾斯羽毛球國際賽       | 國際挑戰賽 | 混合雙打 | 苏菲·布朗        | 冠軍   |
| 2015年 | 匈牙利羽毛球國際賽       | 國際系列賽 | 男子雙打 | 亚当·霍尔        | 準決賽 |
| 2015年 | 匈牙利羽毛球國際賽       | 國際系列賽 | 混合雙打 | 维多利亚·威廉斯  | 冠軍   |
| 2016年 | 冰島羽毛球國際賽         | 國際系列賽 | 男子雙打 | 亚当·霍尔        | 冠軍   |
| 2016年 | 波蘭羽毛球國際賽         | 國際系列賽 | 男子雙打 | 格雷戈里·梅尔斯  | 亞軍   |

| 2007-2017年 | 首要超級賽 | 超級賽 | 黃金大獎賽 | 大獎賽 | 國際挑戰賽 | 國際系列賽 | 未來系列賽 | 其他 |

| 2018-2026年 | 總決賽 | 超級1000賽 | 超級750賽 | 超級500賽 | 超級300賽 | 超級100賽 | 國際挑戰賽 | 國際系列賽 | 未來系列賽 | 其他 |